# Carl Gustaf Silfversparre
Carl Gustaf Silfversparre, född 18 maj 1760, död 6 november 1831 i Hellvi församling, Gotlands län, var en svensk häradshövding.

## Biografi
Carl Gustaf Silfversparre föddes 1760. Han var son till majoren Adam Bernt Silfversparre och Catharina Schultze. Silfversparre var page och kornett. Han blev 1784 häradshövding i Gotlands norra domsaga och 20 juli 1796 protonotarie i kammarrätten. Silfversparre blev 10 december 1810 chef för pikenerarmanskapet vid Gotlands allmänna beväring och 15 september 1812 kapten vid Gotlands nationalbeväring. Han avled 1831 på Vivlings i Hellvi socken.

### Familj
Silfversparre gifte sig 28 januari 1810 i Lärbro församling med Ebba Vilhelmina Ek (1780–1823). De fick tillsammans dottern Catharina Fredrika Silfversparre (1814–1892) som var gift med löjtnanten Nils Gustaf Gregersson.